# Еванс Ашира
Еванс Ашира (англ. Evans Ashira; 28 грудня 1969, Найробі, Кенія) — кенійський професійний боксер середньої ваги, учасник Олімпійських ігор.

## Аматорська кар'єра
1995 року Еванс Ашира завоював срібну нагороду на Всеафриканських іграх в категорії до 67 кг.
На Олімпійських іграх 1996 він програв в першому бою Наріману Атаєву (Узбекистан) — 10-15.

## Професіональна кар'єра
Після Олімпіади 1996 Ашира переїхав до Данії, де розпочав професійну кар'єру. Впродовж 1998—2003 років провів 23 переможних боя, завоював звання інтерконтинентального чемпіона за версією IBF в першій середній вазі та інтерконтинентального чемпіона за версією WBA в середній вазі.
1 травня 2004 року вийшов на бій за вакантний титул чемпіона світу за версією WBA в середній вазі проти Маселіно Масое (Нова Зеландія) і програв йому технічним нокаутом у другому раунді.
10 вересня 2005 року здійснив другу спробу стати чемпіоном світу, але в бою проти непереможного чемпіона світу за версією WBO в другій середній вазі Джо Кальзаге (Велика Британія) зазнав поразки за очками.